# فینال جام یوفا ۱۹۸۰
فینال جام یوفا ۱۹۸۰، رقابت پایانی جام یوفا در سال ۱۹۸۰ میلادی است که مابین دو تیم باشگاه فوتبال اینتراخت فرانکفورت و باشگاه فوتبال بروسیا مونشن‌گلادباخ برگزار شده‌است.
این مسابقه که در تاریخ‌های ۷ مه ۱۹۸۰ و ۲۱ مه ۱۹۸۰ انجام شده‌است در مجموع با نتیجه ۳ بر ۳ و با توجه به قانون گل زده در خانه حریف به سود باشگاه فوتبال اینتراخت فرانکفورت به پایان رسید.